# Sailly-lez-Lannoy
Sailly-lez-Lannoy là một xã ở tỉnh Nord ở miền bắc nước Pháp. Xã này có diện tích 4,43 km², dân số năm 1999 là 1763 người. Khu vực này có độ cao trung bình 35 mét trên mực nước biển.